# Alexander Mjasnikow

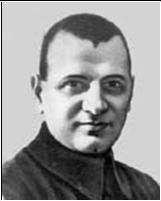
Alexander Mjasnikow

Alexander Fjodorowitsch Mjasnikow (gebürtig Alexander Mjasnikjan; armenisch Ալեքսանդր Մյասնիկյան; russisch Александр Фёдорович Мясников; 28. Januarjul. / 9. Februar 1886greg. in Nachitschewan am Don; † 22. März 1925 bei Tiflis) war ein sowjetischer Politiker und Revolutionär armenischer Abstammung.

## Leben und Karriere
Alexander Mjasnikow wurde 1886 als Alexander Mjasnikjan in eine armenische Kaufmannsfamilie in Nachitschewan am Don, dem armenischen Stadtviertel von Rostow am Don, geboren. 
Als junger Mann russifizierte er seinen armenischen Nachnamen von Mjasnikjan zu Mjasnikow und ging 1903 nach Moskau, um dort zu studieren. Zunächst besuchte er das dortige Lasarew-Institut für Orientalische Sprachen, ein Zentrum der armenischen Diaspora in Moskau. Anschließend wechselte er aber an die Lomonossow-Universität und schrieb sich in die juristische Fakultät ein. Das Studium schloss er dort 1912 erfolgreich ab. Bereits 1906 trat er dort auch der Sozialdemokratischen Arbeiterpartei Russlands bei, dem Vorläufer der späteren Kommunistischen Partei der Sowjetunion.
Wegen seiner politischen Aktivitäten wurde Mjasnikow 1906 zeitweise nach Baku ausgewiesen. Von 1912 bis 1914 arbeitete er in einer Anwaltskanzlei in Moskau. Anschließend diente er in der Russischen Armee und war von 1914 bis 1917 auch am Ersten Weltkrieg beteiligt. 
Nach der russischen Februarrevolution 1917 legte er sich den Kampfnamen Martuni zu und widmete sich vollständig der Politik. Als ehemaliger Soldat der russischen Westfront hielt er sich damals in Minsk auf und begann dort noch 1917 mit der Veröffentlichung einer bolschewistischen Zeitung, Swesda.
Zum Jahreswechsel 1918/1919 wurde er schließlich kurzfristig zum Ersten Sekretär der neugeschaffenen Weißrussischen Sowjetrepublik. In dieser Position befürwortete er eine Eingliederung Weißrusslands in Russland. Weißrussland wurde jedoch noch im selben Jahr mit der Litauischen Sowjetrepublik zu einer kurzlebigen gemeinsamen Teilrepublik innerhalb der Sowjetunion zusammengefügt. Mjasnikow wurde durch den Litauer Winzas Mizkjawitschjus-Kapsukas ersetzt.
Im September 1919 wurde Mjasnikow bei einem Anschlag einer anarchistischen Gruppierung in Moskau verletzt. Er war ab 1921 als Volkskommissar für militärische Angelegenheiten in der Armenischen Sowjetrepublik tätig. Als diese mit Georgien und Aserbaidschan in die Transkaukasischen Sowjetrepublik umgewandelt wurde, bekleidete er auch in dem neuen Staatsgebilde wieder eine führende Position. Neben seiner Tätigkeit als Politiker verfasste er auch einige Werke über den Marxismus-Leninismus, ebenso widmete er sich der armenischen Literatur und schrieb auch Theaterkritiken. Zur selben Zeit wurde er Mitglied des gesamtsowjetischen Rates der Volkskommissare. 1925 starb er bei einem Flugzeugabsturz in der Nähe von Tiflis.